# 中阿尔巴尼亚共和国

中阿尔巴尼亚共和国国旗

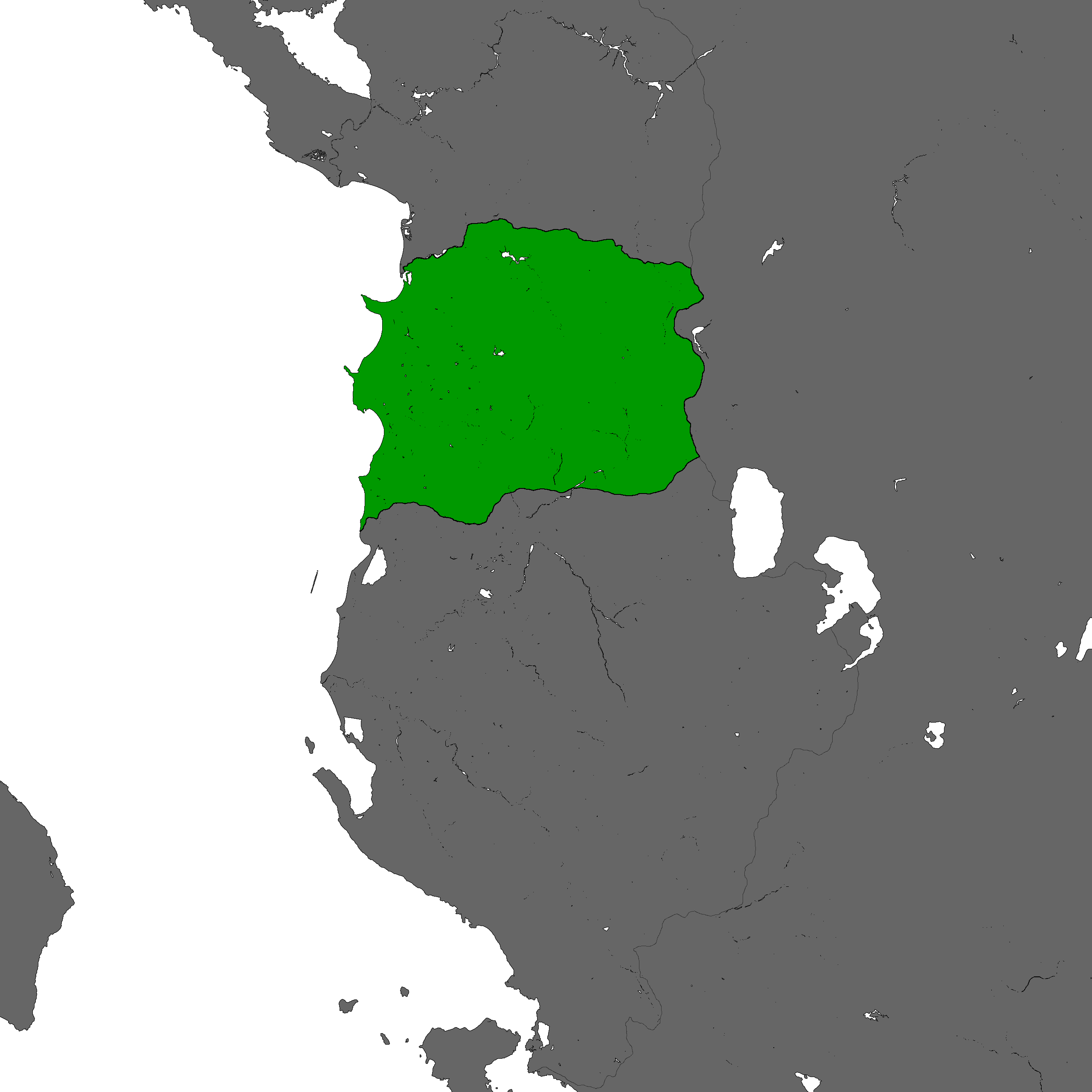
中阿尔巴尼亚共和国地图

中阿尔巴尼亚共和国是一个短暂存在且未受国际普遍承认的国家，位于今阿尔巴尼亚中部。该国成立于1913年10月16日，行政中心设在都拉斯。1914年3月7日，该国瓦解。